# Оршанская наступательная операция
Оршанская наступательная операция или Наступление советских войск на оршанском направлении — фронтовая наступательная операция Западного фронта во время Великой Отечественной войны, проводившаяся 12 октября — 2 декабря 1943 года.

## План операции и положение сторон
После завершения Смоленской наступательной операции Ставка Верховного Главнокомандования требовала от командующих Западного, 2-го Прибалтийского и 1-го Прибалтийского, Белорусского фронтов проведения новых наступательных операций на западном направлении с целью не дать немецким войскам группы армий «Центр» возможности закрепиться на реках Сож и Днепр, прорвать оборону врага на витебско-полоцком и бобруйском направлениях и выйти на рубеж Вильнюс, Минск, Слуцк. Численность войск Западного фронта к началу операции составила 310 900 человек.

### СССР
В операции участвовали силы Западного фронта (командующий генерал армии В. Д. Соколовский) в полном составе:
- 10-я гвардейская армия (генерал-лейтенант Сухомлин А. В.)
- 5-я армия (генерал-лейтенант Поленов В. С., затем Крылов Н. И.)
- 33-я армия (генерал-полковник Гордов В. Н.)
- 49-я армия (генерал-лейтенант Гришин И. Т.)
- 21-я армия (генерал-лейтенант Журавлёв Е. П.)
- 63-я армия (генерал-лейтенант Колпакчи В. Я.)
- 1-я воздушная армия (генерал-лейтенант авиации Громов М. М.)
- 31-я армия (генерал-майор Глуздовский В. А.)

### Германия
Войска группы армий «Центр» (командующий генерал-фельдмаршал Ханс Гюнтер фон Клюге, с 4 ноября — генерал-фельдмаршал Эрнст Буш):
- 4-я полевая армия (генерал пехоты Г. Хейнрици)
- часть соединений 9-й полевой армии (генерал-полковник Вальтер Модель, с 4 по 30 ноября — генерал-полковник Йозеф Гарпе)
- 6-й воздушный флот (генерал-полковник Роберт фон Грейм)

## Ход операции
Войска Западного фронта во исполнение данных директив наступали на Оршанском направлении с 12 октября. По 18 октября войска пытались прорвать оборону противника, но не смогли добиться успеха, в ряде мест вклинившись в немецкую оборону на 1—1,5 километра. Потери фронта составили убитых — 5858 человек, раненых — 17 478 человек. Всего — 23 336 человек.
После кратковременной передышки для приведения войск в порядок и подвоза боеприпасов наступление на Оршанском направлении возобновилось 21 октября. Продвижение фронта составило от 4 до 6 километров. 26 октября наступление было приостановлено. Потери советских войск составили убитыми 4787 человек, ранеными — 14 315 человек. Всего — 19 102 человека.
Третья попытка возобновить наступление была предпринята уже после двухнедельной подготовки и перегруппировки войск. Однако и она дала лишь незначительные результаты: с 14 по 19 ноября 1943 года войска продвинулись на запад всего на 1—4 километров. Наши потери: убитых — 9167 человек, раненых — 29 589 человек. Всего — 38 756 человек.
Последняя попытка была предпринята в период с 30 ноября по 2 декабря на тех же направлениях и теми же силами, поэтому и она не дала никаких результатов. Вновь советские войска смогли добиться вклинения лишь на 1—2 километра. Потери РККА: убитых — 5611 человек, раненых — 17 259 человек. Всего — 22 870 человек. С 2 декабря войска фронта перешли к обороне для подготовки более мощного удара. Однако и через два месяца в следующей, Витебской операции, успех достигнут не был.

## Потери сторон
За период боев потери войск фронта оказались очень значительными.  Все вышеуказанные сведения приведены по докладу комиссии ГКО от 11.04.1944 года. В сумме они дают данные о количестве погибших бойцов в 25 423 человека и в 78 641 раненых. По данным исследования Г. Ф. Кривошеева, за период с 12 октября по 2 декабря армии Западного фронта потеряли 24 553 погибшими и 79 867 ранеными, то есть число раненых превышает данные комиссии ГКО на чуть более 1200 человек, а число погибших оказалось даже меньше. 

## Причины неудачи советских войск
Основной причиной неудачного наступления советских войск следует признать решение Ставки Верховного Главнокомандования, которая не смогла правильно оценить обстановку и возможности Западного фронта. Смоленская наступательная операция этих же армий фронта завершилась 2 октября, во время этой операции они прошли с тяжёлыми боями свыше 200 километров, оторвались от тылов и понесли значительные потери. А уже 12 октября они вновь перешли в наступление со стратегическими целями. Естественно, что за столь короткий срок невозможно подготовить войска для прорыва заранее созданной и занятой противником сильной многоэшелонированной обороны. Западный фронт начал наступление в ослабленном составе, при недостатке артиллерии и остром дефиците боеприпасов. Однако И. В. Сталин не стал уменьшать фронту объём задач, полагая причинами неудачи ошибки в руководстве войсками.
При этом необходимо признать, что относительно Западного фронта его оценка имела под собой некоторые основания. Командующий фронтом в ходе боевых действий не учитывал опыт многочисленных успешных операций Красной Армии кампании 1943 года. Особенно неудачными было использование артиллерии и танков при наступлении, неудовлетворительная работа разведки. Хотя в отведенные для операции сроки было невозможно подготовить мощные ударные группировки для прорыва обороны противника, генерал В. Д. Соколовский и не пытался этого сделать. Каждая из армий фронта решала задачи прорыва мощной обороны противника самостоятельно и очень редко — силами двух смежных армий. С предложениями о перегруппировке войск и создания ударных группировок Соколовский в Ставку не выходил. Поэтому действия Западного фронта оказались крайне неудовлетворительными даже в сравнении с соседними фронтами, наступавшими по приказу Ставки в таких же трудных условиях в тот же период. Так, Белорусский фронт К. К. Рокоссовского в Гомельско-Речицкой операции прорвал несколько рубежей обороны, освободил областной центр Гомель и несколько сотен населённых пунктов, продвинувшись до 80 километров. 1-й Прибалтийский фронт (И. Х. Баграмян) также прорвал оборону противника и сумел окружить части четырёх немецких дивизий в Городокской операции, продвинувшись также до 80 километров. Максимальное же продвижение Западного фронта составило до 10 километров на отдельных участках, при этом все крупные населённые пункты, превращенные немцами в узлы обороны, остались в их руках.
Единственным положительным моментом в создавшейся обстановке можно считать, что немецкое командование не смогло перебросить значительные силы из Белоруссии на Украину, где советские войска вели в это время битву за Днепр.

## Последствия
Неудачные действия командования Западного фронта в Оршанской и Витебской операциях стали причиной рассмотрения специальной комиссии Государственного Комитета Обороны под председательством Г. М. Маленкова (члены — генерал-полковник А. С. Щербаков, генерал-полковник С. М. Штеменко, генерал-лейтенант Ф. Ф. Кузнецов, генерал-лейтенант А. И. Шимонаев). По результатам её работы за подписью И. В. Сталина 12 апреля 1944 года было принято Постановление Государственного Комитета Обороны № 5606сс «О недостатках в работе командования и штаба Западного фронта», где были перечислены все выводы комиссии и принят ряд организационных мер. Командующий фронтом В. Д. Соколовский был снят с должности с формулировкой «как не справившийся с командованием фронтом». Также были сняты начальник артиллерии фронта И. П. Камера и начальник разведотдела фронта, ряд генералов подвергнут взысканиям. Ещё раньше, 8 декабря 1943 года, «за бездеятельность и несерьезное отношение к делу», был снят с должности заместитель командующего фронтом генерал-полковник М. С. Хозин.